# Crotalaria modesta
Crotalaria modesta är en ärtväxtart som beskrevs av Roger Marcus Polhill. Crotalaria modesta ingår i släktet sunnhampor, och familjen ärtväxter. Inga underarter finns listade i Catalogue of Life.